# Пайк (округ, Алабама)
Пайк (англ. Pike County) — округ в США, штате Алабама. Официально образован 17-го декабря 1821 года. По состоянию на 2010 год, численность населения составляла 32 899 человек. Получил своё название в честь американского бригадного генерала и исследователя Зебулона Пайка.

## История
С приходом европейских исследователей и колонистов территория современной Алабамы была захвачена Испанией, Францией и Великобританией, хотя очень немногие европейцы поселились во внутренних районах. После различных трений между этими тремя державами в течение XVIII века Соединенные Штаты в 1795 году приобрели регион у Испании по Мадридскому договору и создали Территорию Миссисипи в 1798 году, включающую большую часть современных штатов Миссисипи и Алабама. В 1819 году штат Алабама был принят в Союз и вскоре был разделён на округа. Округ Пайк, основанный в 1821 году, был одним из первых округов, созданных в Алабаме; он включал в себя настолько большую территорию, что его порой называли «Штатом Пайк» Пайк включал части того, что сейчас является округами Креншоу, Монтгомери, Мейкон, Буллок и Барбур, и простирался до реки Чаттахучи на востоке.

## Население
По данным переписи населения 2000 года в округе проживает 29 605 жителей в составе 11 933 домашних хозяйств и 7 649 семей. Плотность населения составляет 17,00 человек на км2. На территории округа насчитывается 13 981 жилых строений, при плотности застройки около 8-ми строений на км2. Расовый состав населения: белые — 60,77 %, афроамериканцы — 36,60 %, коренные американцы (индейцы) — 0,66 %, азиаты — 0,35 %, гавайцы — 0,02 %, представители других рас — 0,26 %, представители двух или более рас — 1,35 %. Испаноязычные составляли 1,23 % населения независимо от расы.
В составе 29,70 % из общего числа домашних хозяйств проживают дети в возрасте до 18 лет, 43,60 % домашних хозяйств представляют собой супружеские пары проживающие вместе, 16,80 % домашних хозяйств представляют собой одиноких женщин без супруга, 35,90 % домашних хозяйств не имеют отношения к семьям, 29,80 % домашних хозяйств состоят из одного человека, 11,00 % домашних хозяйств состоят из престарелых (65 лет и старше), проживающих в одиночестве. Средний размер домашнего хозяйства составляет 2,38 человека, и средний размер семьи 2,98 человека.
Возрастной состав округа: 24,40 % моложе 18 лет, 15,80 % от 18 до 24, 26,00 % от 25 до 44, 21,20 % от 45 до 64 и 21,20 % от 65 и старше. Средний возраст жителя округа 32 лет. На каждые 100 женщин приходится 89,50 мужчин. На каждые 100 женщин старше 18 лет приходится 84,90 мужчин.
Средний доход на домохозяйство в округе составлял 25 551 USD, на семью — 34 132 USD. Среднестатистический заработок мужчины был 27 094 USD против 18 758 USD для женщины. Доход на душу населения составлял 14 904 USD. Около 18,50 % семей и 23,10 % общего населения находились ниже черты бедности, в том числе — 29,90 % молодежи (тех, кому ещё не исполнилось 18 лет) и 21,90 % тех, кому было уже больше 65 лет.

## География
По данным Бюро переписи США, общая площадь округа равняется 1 743 км², из которых 1 740 км² суша и 2 км² или 0,1 % это водоемы.

### Соседние округа
|        | Монтгомери |        | Буллок |  |
| Креншо | север      | Барбор |        |  |
| Креншо | Пайк       | Барбор |        |  |
| Креншо | юг         | Барбор |        |  |
|        | Коффи      | Дейл   |        |  |

## Экономика
- Завод по производству Джавелинов в городе Трой.